# کریستوس موزاکیتیس
کریستوس موزاکیتیس (انگلیسی: Christos Mouzakitis؛ زادهٔ ۲۵ دسامبر ۲۰۰۶) بازیکن فوتبال اهل یونان است که در حال حاضر برای باشگاه فوتبال المپیاکوس بازی می‌کند.

## سال‌های اولیه
کریستوس موزاکیتیس در سال ۲۰۰۶ در یونان به دنیا آمد. او در سن هفت یا هشت سالگی به آکادمی جوانان باشگاه یونانی المپیاکوس پیوست.

## دوران باشگاهی
موزاکیتیس کار خود را با باشگاه یونانی المپیاکوس بی آغاز کرد. در تاریخ ۱۲ آوریل ۲۰۲۳، او در پیروزی ۳–۰ تیمش در برابر اپی‌سکوپی اولین بازی خود را انجام داد.

## دوران ملی
وی همچنین در تیم‌های ملی فوتبال زیر ۱۶، ۱۷، ۱۹  ۲۱ سال و بزرگسالان یونان بازی کرده است.